# Torre Gelabert
Torre Gelabert és una obra del municipi de Cornellà de Llobregat (Baix Llobregat) inclosa en l'Inventari del Patrimoni Arquitectònic de Catalunya.

## Descripció
Es tracta d'una casa unifamiliar de planta baixa, pis i golfes, amb coberta de teulada a dues vessants perpendiculars a la façana i coronada per una torre mirador coberta amb teulada a quatre vessants. L'estructura s'inspira amb la masia tradicional catalana, però cercant un aire senyorial dins d'un historicisme típic del moviment noucentista. Es cerquen les simetries en la distribució dels vanos i s'utilitzen línies clàssiques senzilles concretades en arquets de mig punt a les golfes i al mirador, i també amb una triple arcada de mig punt al pòrtic de l'entrada, arcades que descansen en unes preteses impostes dòriques fetes de maó. La part central de la façana està decorada amb esgrafiats de motius vegetals que emmarquen una imatge de terracota d'una Mare de Déu neoromànica.